# Pengshan
Pengshan är ett härad som lyder under Meishans stad på prefekturnivå i Sichuan-provinsen i sydvästra Kina.